# Codec 2
Codec 2 - stratny kodek audio zaprojektowany do kodowania mowy przy niskiej przepływności, nieobjęty patentami i będący oprogramowaniem typu open source, zaprezentowany w 2010.
Oferuje stały birate o próbkowaniu 8 kHz mono. Wspiera przepływności 0.450, 0.7, 1.2, 1.3, 1.4, 1.6, 2.4, 3.2 kbit/s.

## Historia
W sierpniu 2010 roku David Rowe opublikował wersję 0.1 alfa. Pod koniec 2011 roku wydano wersję 0.2, wprowadzającą tryb z szybkością 1400 bitów/s i znaczące ulepszenia kwantyzacji.
W styczniu 2012 roku na linux.conf.au Jean-Marc Valin pomógł ulepszyć kwantyzację par widmowych linii, z którymi Rowe jest mniej zaznajomiony. Po kilku zmianach dostępnych trybów szybkości transmisji zimą i wiosną 2011/2012 r., w maju 2012 roku dostępne były tryby 2400, 1400 i 1200 bitów/s.
Codek 2 700C, zawierający nowy tryb o przepływności 700 bitów/s, ukończono na początku 2017 roku.
W lipcu 2018 r. zademonstrowano eksperymentalny tryb 450 bit/s, który został opracowany w ramach pracy magisterskiej na Uniwersytecie Erlangen-Norymberga. Dzięki sprytnemu treningowi kwantyzacji wektorowej można było jeszcze bardziej zmniejszyć szybkość transmisji danych w oparciu o zasadę trybu 700C.

## Adaptacja
Kodek znalazł zastosowanie w cyfrowym krótkofalarstwie, w Software Defined Radio, w komunikacji internetowej oraz w komunikacji przez bluetooth. 
Kodek został zaimplementowany w:
- FreeDV [12] [13]
- FlexRadio 6000 series [14]
- SM1000 [15]
- Quisk [16]
- M17 Project [17]
- FreeSWITCH. [18]